# Arapáso
Arapáso (Arapaso, Arapasso, Arapaço, Arapaso, Arapaço-tapuya, Arapáso-Tapuya, Arapásu, Koneá) je pleme američkih Indijanaca porodice Tucanoan sa srednjeg toka rijeke Uaupés i pritoka Tiquié, Papurí i Querari na sjeveru brazilske države Amazonas. 
Danas žive na rezervatima Terra Indígena Alto Rio Negro (općine Japura i São Gabriel da Cachoeira), Terra Indígena Marabitanas/Cue-Cue (općina São Gabriel da Cachoeira), Terra Indígena Médio Rio Negro I (općine São Gabriel da Cachoeira, Japura i Santa Izabel) i Terra Indígena Médio Rio Negro II (na općinama São Gabriel da Cachoeira, Japura e Santa Izabel). Populacija im iznosi 268 (1992 ALEM), a jezik je možda izumro; 569 (Dsei/Foirn - 2005).